# Papaya
Papaya (Carica papaya) eller papaja är en trädformad ört som tillhör familjen Caricaceae. Den kan bli upp till 10 meter hög och blommar i april till augusti. Dess stam förvedas aldrig helt. I toppen sitter en rosett med långskaftade, handflikiga blad. Den är tvåbyggare med han- och honblommor på olika plantor. Hanblomman är långskaftad och honblomman kortskaftad.
Frukten hänger i klasar under bladkronan. Den är brandgul eller gul som mogen, har ett laxköttsfärgat fruktkött, är söt, välsmakande och smörartad i konsistensen. Frukten är rik på A- och C-vitamin och har blivit en vanlig syn på frukostbrickor världen över. Den används också i exempelvis godis och glass. Frukten kan även ätas som omogen (då grönfärgad i fruktköttet), exempelvis tillagad som morot, zucchini eller pumpa.
Papaya är en urgammal kulturväxt som odlades av indianerna långt innan européernas ankomst. Arten är inte känd i vilt tillstånd, men närstående arter växer i Central- och Sydamerika. Numera odlas papaya i alla varmare trakter och utgör ett betydelsefullt livsmedel.
Torkad saft från frukten kallas papain och utvinns genom att man skårar omogna frukter och samlar in det som samlas i skårorna. Papain innehåller proteinspjälkande enzym och används bland annat till att möra kött och som medicin vid matsmältningsbesvär. Inom industrin används papain för att motverka krympning av siden och ull.

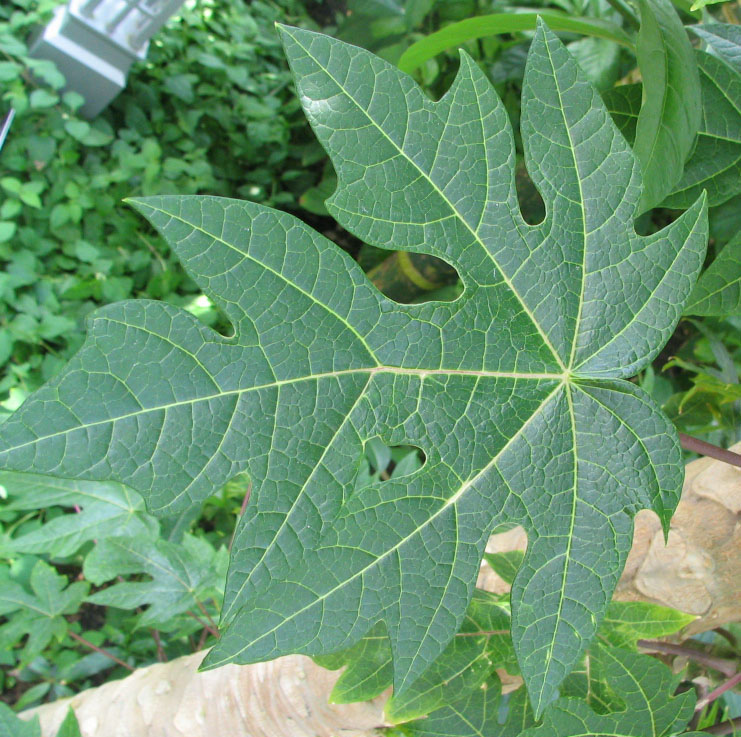
Papayalöv
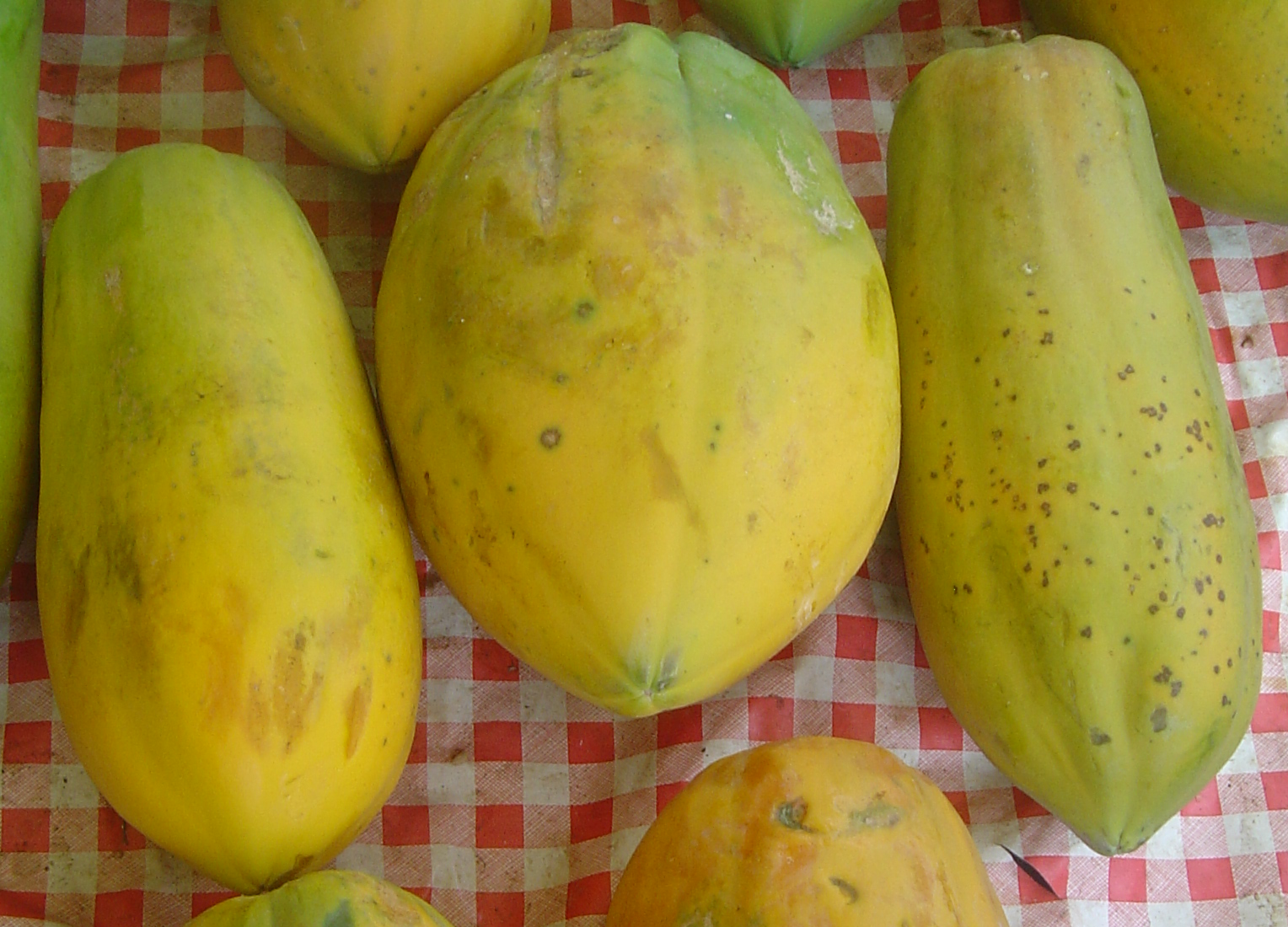
Papayafrukter
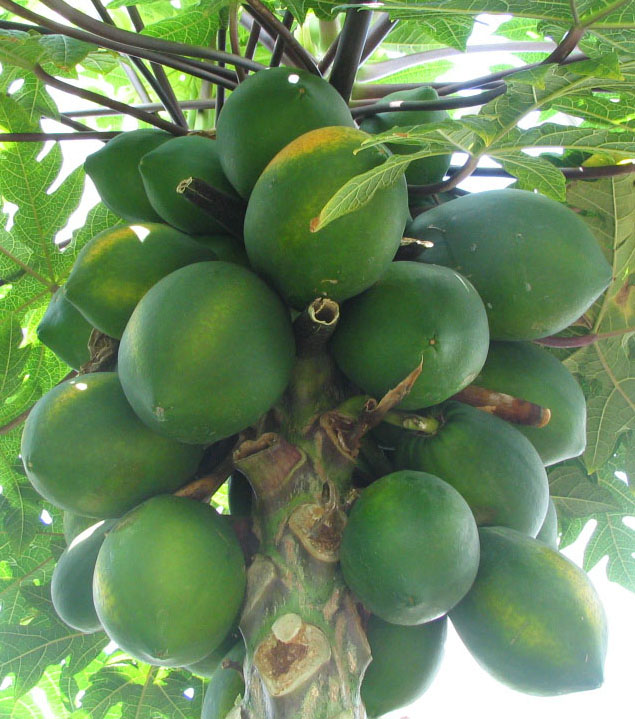
Papayaträd med omogen frukt
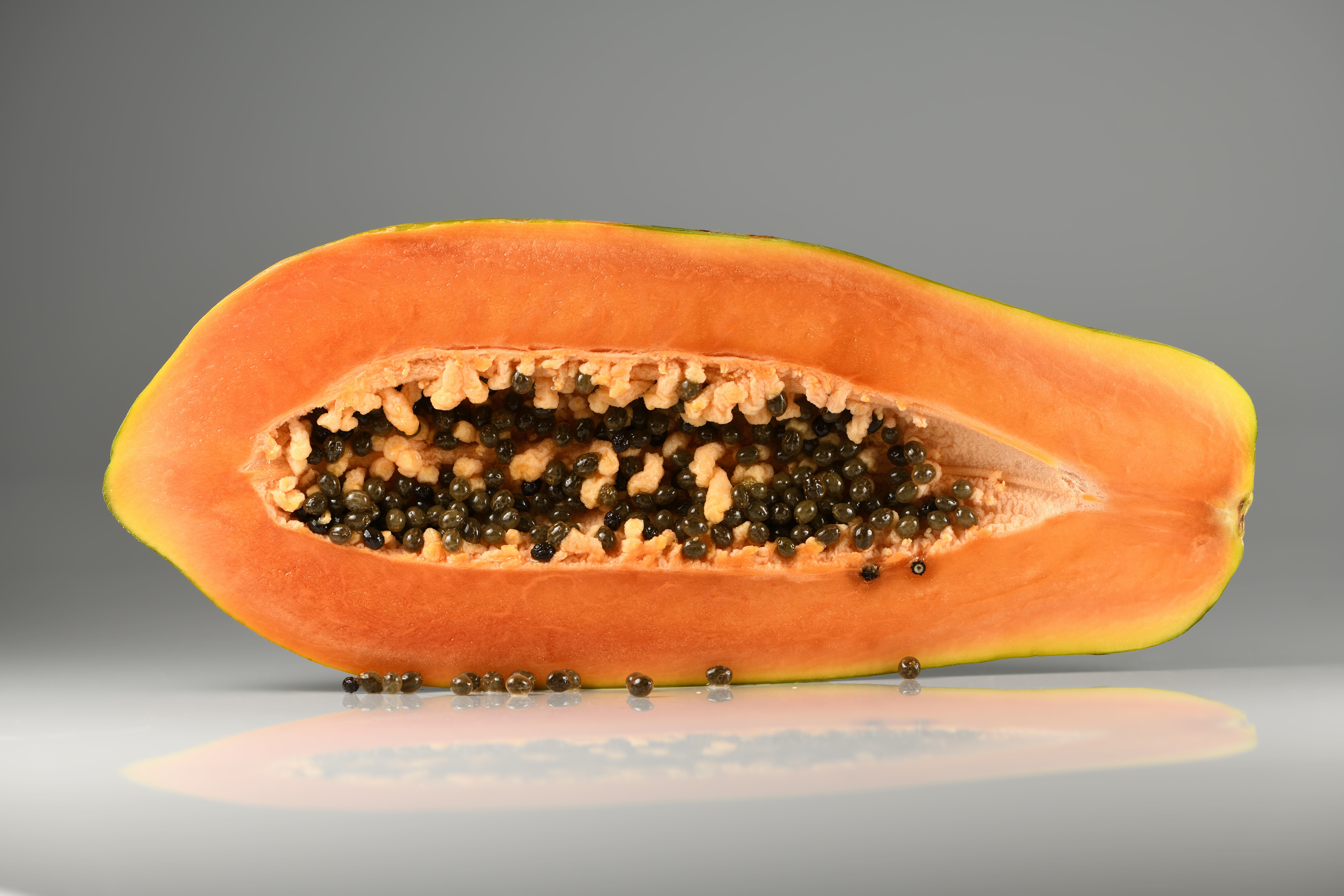
Snittbild på frukten.

## Världsproduktion
| Placering                                       | Land                    | Produktion (ton) |
| ----------------------------------------------- | ----------------------- | ---------------- |
| 1                                               | Indien                  | 5 989 000        |
| 2                                               | Brasilien               | 1 060 392        |
| 3                                               | Mexiko                  | 1 039 820        |
| 4                                               | Dominikanska republiken | 1 022 498        |
| 5                                               | Indonesien              | 887 591          |
| 6                                               | Nigeria                 | 833 038          |
| 7                                               | Kongo-Kinshasa          | 213 769          |
| 8                                               | Venezuela               | 188 636          |
| 9                                               | Colombia                | 183 732          |
| 10                                              | Kuba                    | 176 630          |
| Källa: UN Food & Agriculture Organisation (FAO) |                         |                  |